# L'Hospitalet-près-l'Andorre
Pour les articles homonymes, voir L'Hospitalet (homonymie).
L'Hospitalet-près-l'Andorre est une commune française située dans le sud-est du département de l'Ariège, en région Occitanie. Sur le plan historique et culturel, la commune fait partie du pays du Sabarthès, structuré par la haute vallée de l'Ariège en amont du pays de Foix avec Tarascon-sur-Ariège comme ville principale.
Exposée à un climat de montagne, elle est drainée par l'Ariège, le ruisseau des Bésines, le ruisseau du Siscar et par divers autres petits cours d'eau. La commune possède un patrimoine naturel remarquable composé de quatre zones naturelles d'intérêt écologique, faunistique et floristique.
L'Hospitalet-près-l'Andorre est une commune rurale qui compte 95 habitants en 2022. Ses habitants sont appelés les Espitalois ou Espitaloises.

## Géographie

### Localisation
1. Carte dynamique
2. Carte OpenStreetMap
3. Carte topographique
4. Carte avec les communes environnantes

La commune de l'Hospitalet-près-l'Andorre se trouve dans le département de l'Ariège, en région Occitanie et est frontalière avec l'Andorre.
Commune située dans les Pyrénées sur l'Ariège près de la Principauté d'Andorre ; accès au Pas de la Case par la route nationale 22 et la route nationale 20 ou route nationale 320 (col et tunnel de Puymorens). L'altitude de L'Hospitalet-près-l'Andorre est de 1 440 mètres environ. Sa superficie est de 26,12 km².
Le climat y est particulièrement froid l'hiver et la neige tient au sol de fin octobre à la fin mars.
L'été est plutôt ensoleillé et sans excès de chaleur.
La commune est traversée également par la ligne de Portet-Saint-Simon à Puigcerda (frontière).
Elle se situe à 45 km à vol d'oiseau de Foix, préfecture du département, et à 15 km d'Ax-les-Thermes, bureau centralisateur du canton de Haute-Ariège dont dépend la commune depuis 2015 pour les élections départementales.
La commune fait en outre partie du bassin de vie d'Ax-les-Thermes.
Les communes les plus proches sont : 
Porté-Puymorens (5,3 km), Porta (7,4 km), Mérens-les-Vals (7,9 km), Orgeix (14,1 km), Orlu (14,2 km), 5.2
Sur le plan historique et culturel, L'Hospitalet-près-l'Andorre fait partie du pays du Sabarthès, structuré par la haute vallée de l'Ariège en amont du pays de Foix avec Tarascon-sur-Ariège comme ville principale.

### Communes limitrophes
| Les communes limitrophes sont Mérens-les-Vals et Porté-Puymorens. Les limites communales de L'Hospitalet-près-l'Andorre et celles de ses communes adjacentes. | \| \| Mérens-les-Vals \| \| \| Canillo (Andorre) \| L'Hospitalet-près-l'Andorre, \| \| \| \| Porté-Puymorens (Pyrénées-Orientales) \| \| |  |
| | Mérens-les-Vals |  |
| Canillo (Andorre) | L'Hospitalet-près-l'Andorre, |  |
| | Porté-Puymorens (Pyrénées-Orientales) |  |

### Géologie et relief
La commune est située dans les Pyrénées, une chaîne montagneuse jeune, érigée durant l'ère tertiaire (il y a 40 millions d'années environ), en même temps que les Alpes. Les terrains affleurants sur le territoire communal sont constitués de roches pour partie sédimentaires et pour partie métamorphiques datant du Paléozoïque, une ère géologique qui s'étend de −541 à −252,2 Ma (millions d'années). La structure détaillée des couches affleurantes est décrite dans les feuilles « n°1093 - Fontargente » et « n°1094 - Mont-Louis » de la carte géologique harmonisée au 1/50 000ème du département de l'Ariège, et leurs notices associées,.
La superficie cadastrale de la commune publiée par l’Insee, qui sert de références dans toutes les statistiques, est de 26,12 km2,. La superficie géographique, issue de la BD Topo, composante du Référentiel à grande échelle produit par l'IGN, est quant à elle de 26,81 km2. Son relief est particulièrement escarpé puisque la dénivelée maximale atteint 1 537 mètres. L'altitude du territoire varie entre 1 279 m et 2 816 m.

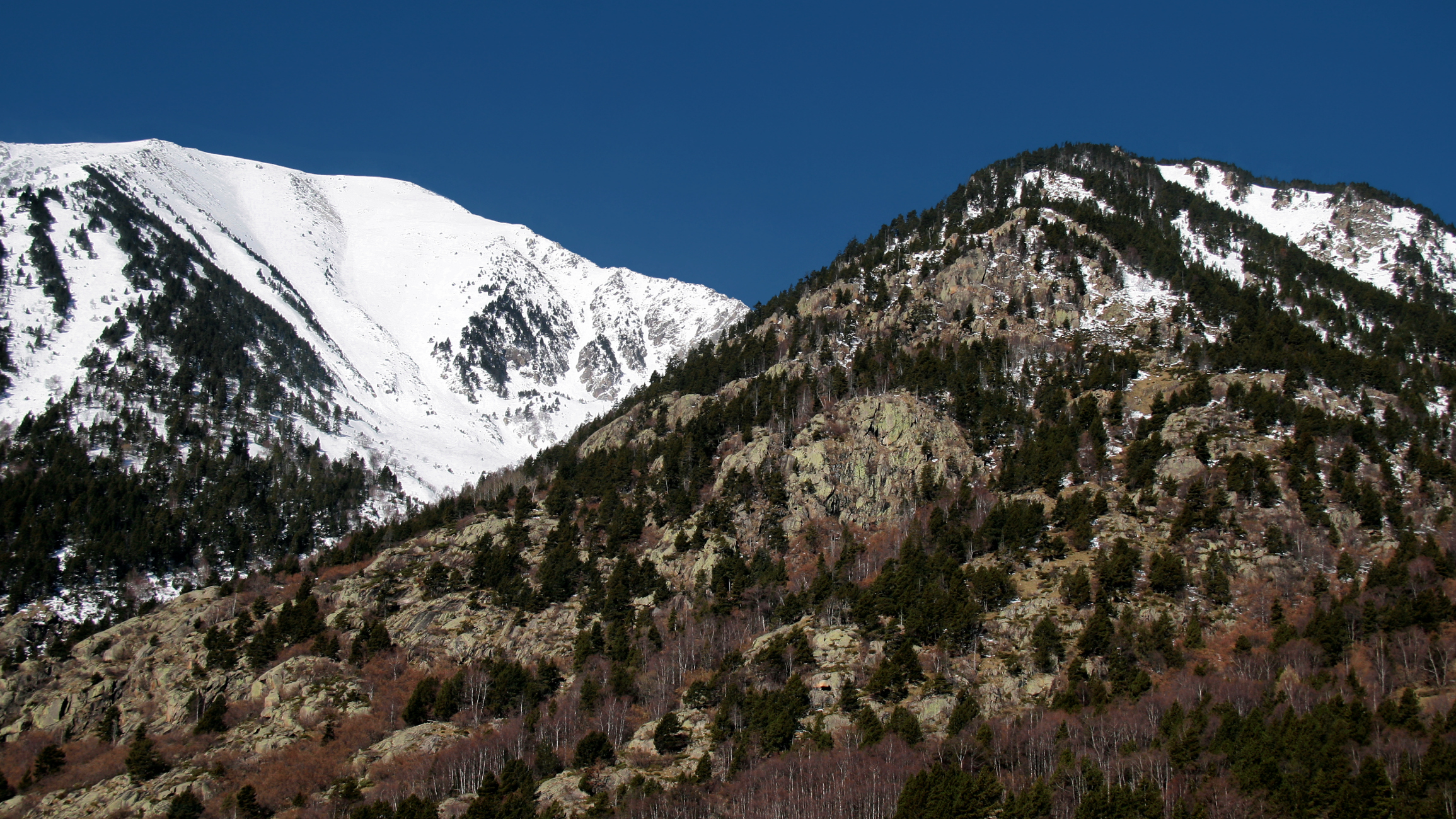
Panorama du paysage autour de L'Hospitalet-près-l'Andorre.
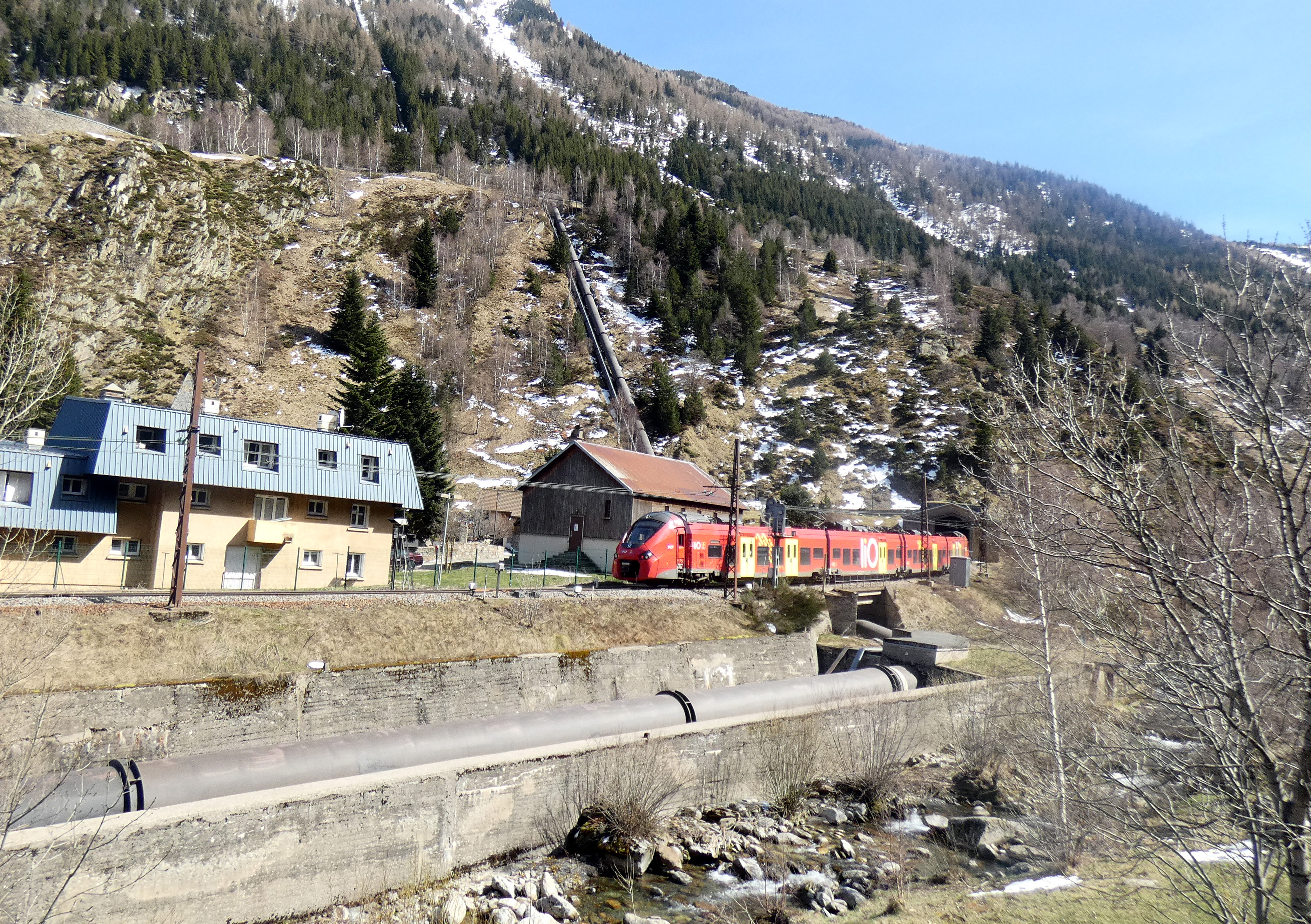
L'Ariège, rame Régiolis et conduite forcée.
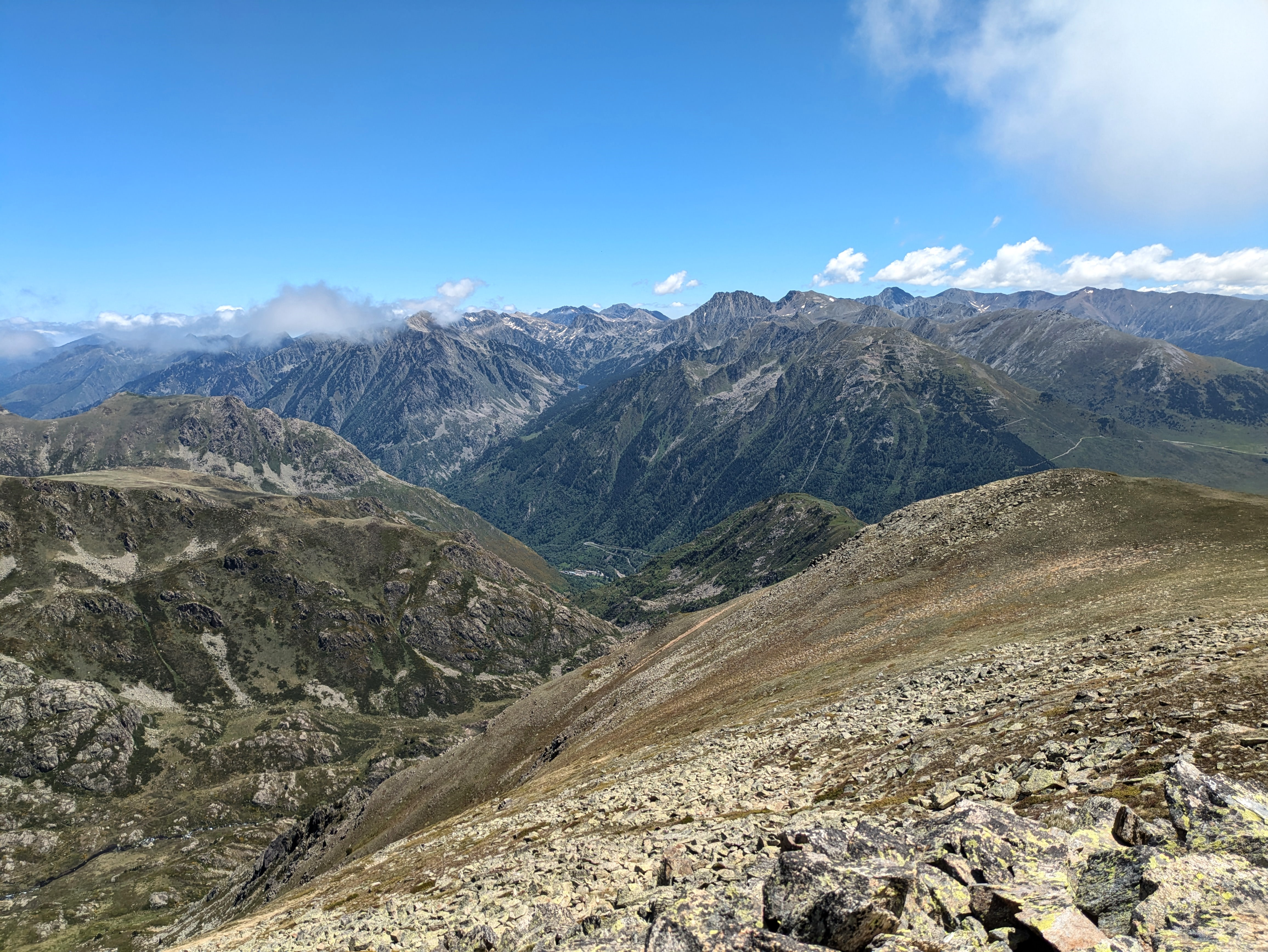
L'Hospitalet-près-l'Andorre, dans la vallée de l'Ariège, depuis Cap de la Cometa del Forn (2691m).

### Hydrographie
La commune est dans le bassin versant de la Garonne, au sein du bassin hydrographique Adour-Garonne. Elle est drainée par l'Ariège, le ruisseau des Bésines, le ruisseau du Siscar, Rec de l'Eixerca, le ruisseau Coume Vieille, le ruisseau d'Espousouillette, le ruisseau de Val d'Arques et par divers petits cours d'eau, constituant un réseau hydrographique de 26 km de longueur totale,.
L'Ariège, d'une longueur totale de 162,91 km, prend sa source dans la commune de Porta et s'écoule du sud vers le nord. Elle traverse la commune et se jette dans la Garonne à Portet-sur-Garonne, après avoir traversé 56 communes.

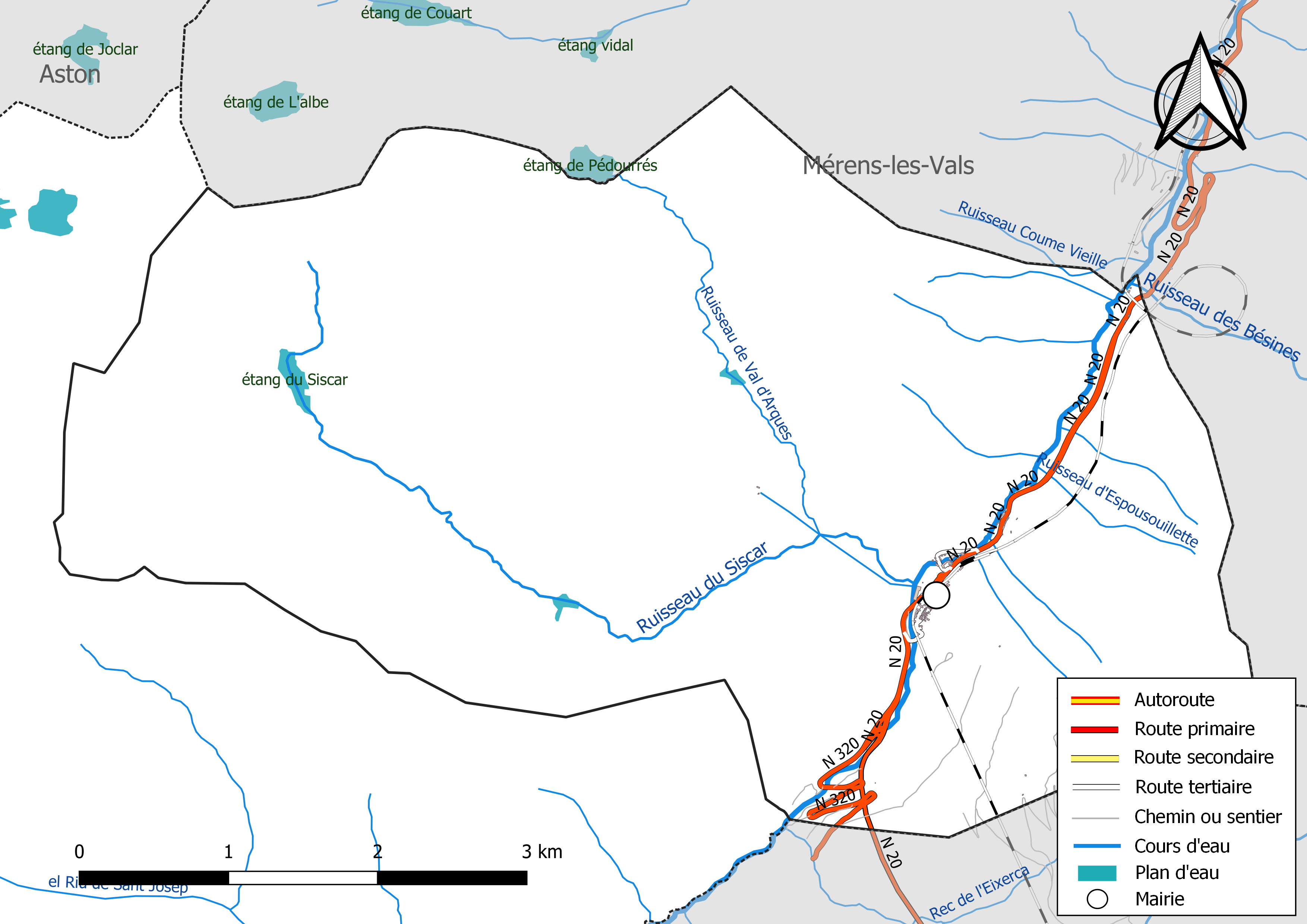
Réseaux hydrographique et routier de l'Hospitalet-près-l'Andorre.
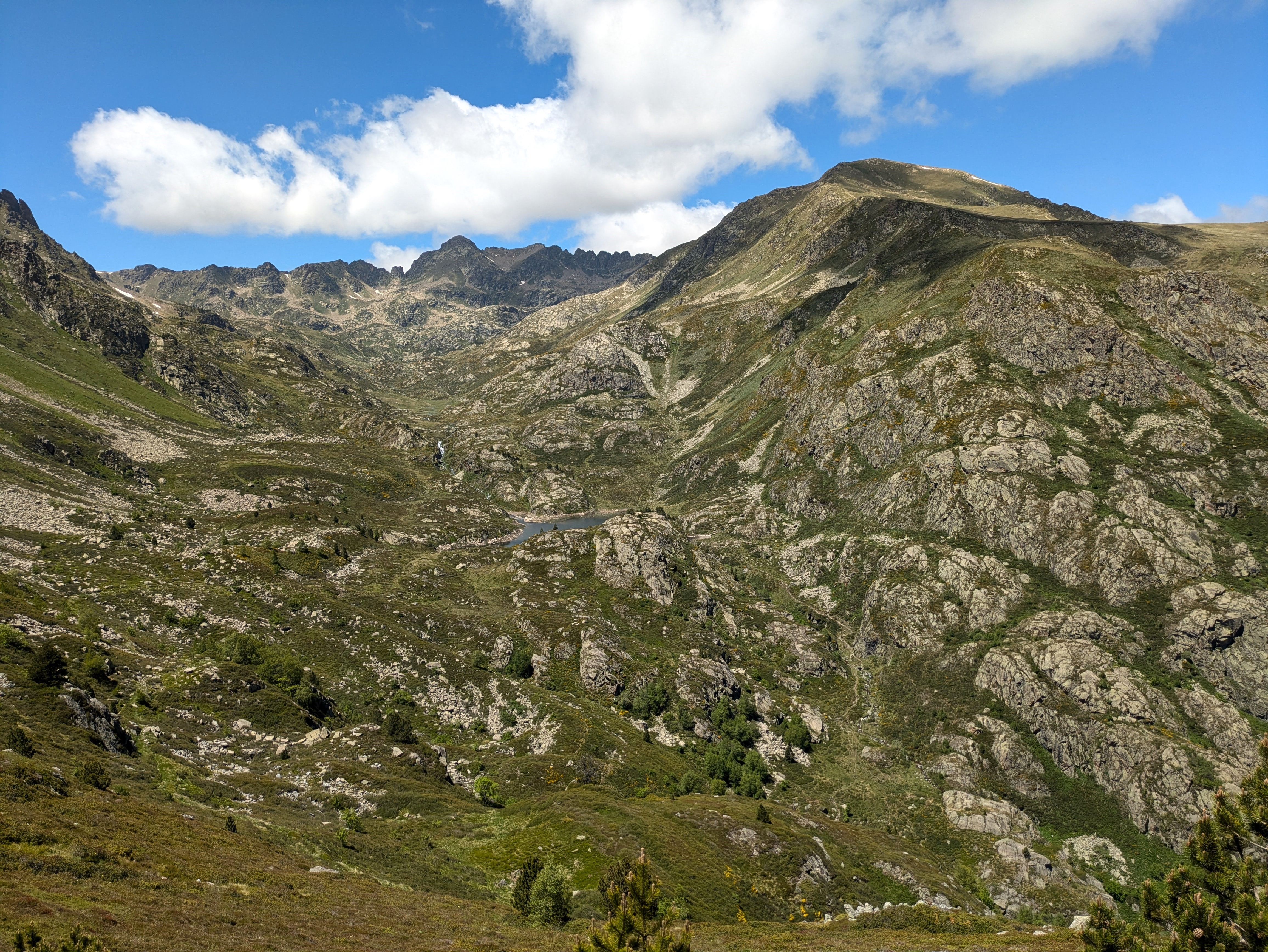
La vallée de Siscar. À droite : le pic de Nérassol (2633m).

### Climat
Pour des articles plus généraux, voir Climat de l'Occitanie et Climat de l'Ariège.
En 2010, le climat de la commune est de type climat de montagne, selon une étude s'appuyant sur une série de données couvrant la période 1971-2000. En 2020, Météo-France publie une typologie des climats de la France métropolitaine dans laquelle la commune est exposée à un climat de montagne et est dans la région climatique Pyrénées centrales, caractérisée par une pluviométrie annuelle de 1 000 à 1 200 mm.
Pour la période 1971-2000, la température annuelle moyenne est de 6,9 °C, avec  une amplitude thermique annuelle de 14,4 °C. Le cumul annuel moyen de précipitations est de 931 mm, avec 8,9 jours de précipitations en janvier et 8 jours en juillet. Pour la période 1991-2020 la température moyenne annuelle observée sur la station météorologique la plus proche, située sur la commune d'Ascou à 15 km à vol d'oiseau, est de 9,3 °C et le cumul annuel moyen de précipitations est de 1 258,8 mm,. Pour l'avenir, les paramètres climatiques de la commune estimés pour 2050 selon différents scénarios d’émission de gaz à effet de serre sont consultables sur un site dédié publié par Météo-France en novembre 2022.

### Milieux naturels et biodiversité
L’inventaire des zones naturelles d'intérêt écologique, faunistique et floristique (ZNIEFF) a pour objectif de réaliser une couverture des zones les plus intéressantes sur le plan écologique, essentiellement dans la perspective d’améliorer la connaissance du patrimoine naturel national et de fournir aux différents décideurs un outil d’aide à la prise en compte de l’environnement dans l’aménagement du territoire.
Trois ZNIEFF de type 1 sont recensées sur la commune :
- l'« Ariège en amont d'Ax-les-Thermes » (100 ha), couvrant 4 communes dont 3 dans l'Ariège et 1 dans les Pyrénées-Orientales[27] ;
- la « rive gauche de la haute vallée de l'Ariège » (16 207 ha), couvrant 14 communes du département[28],
- le « versant en rive droite de la haute vallée de l'Ariège » (6 237 ha), couvrant 7 communes dont 5 dans l'Ariège et 2 dans les Pyrénées-Orientales[29] ;

et une ZNIEFF de type 2, : 
le « massif de l'Aston et haute vallée de l'Ariège » (0 ha), couvrant 24 communes dont 22 dans l'Ariège et 2 dans les Pyrénées-Orientales.

Carte des ZNIEFF de type 1 et 2 à L'Hospitalet-près-l'Andorre.
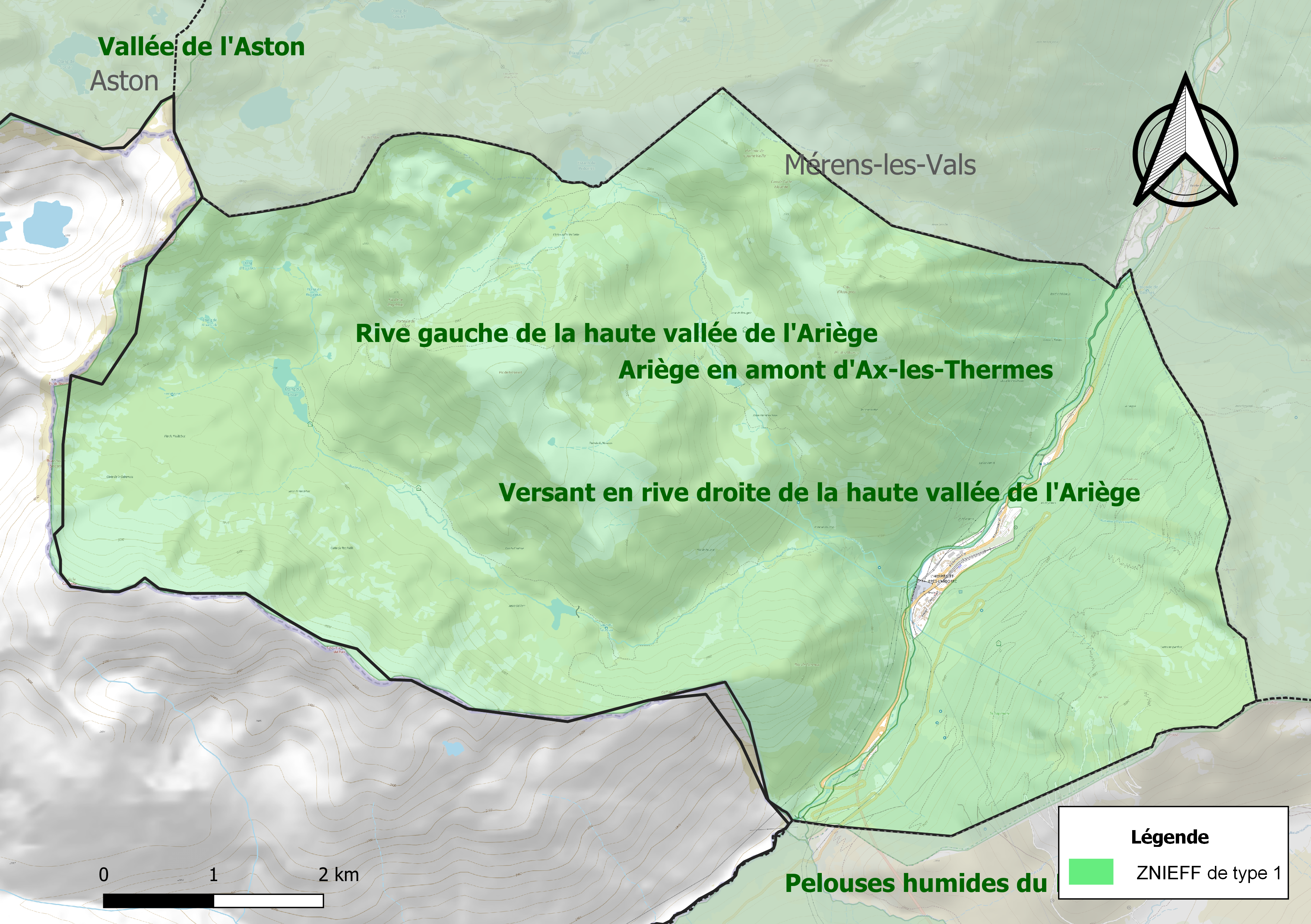
Carte des ZNIEFF de type 1 sur la commune.
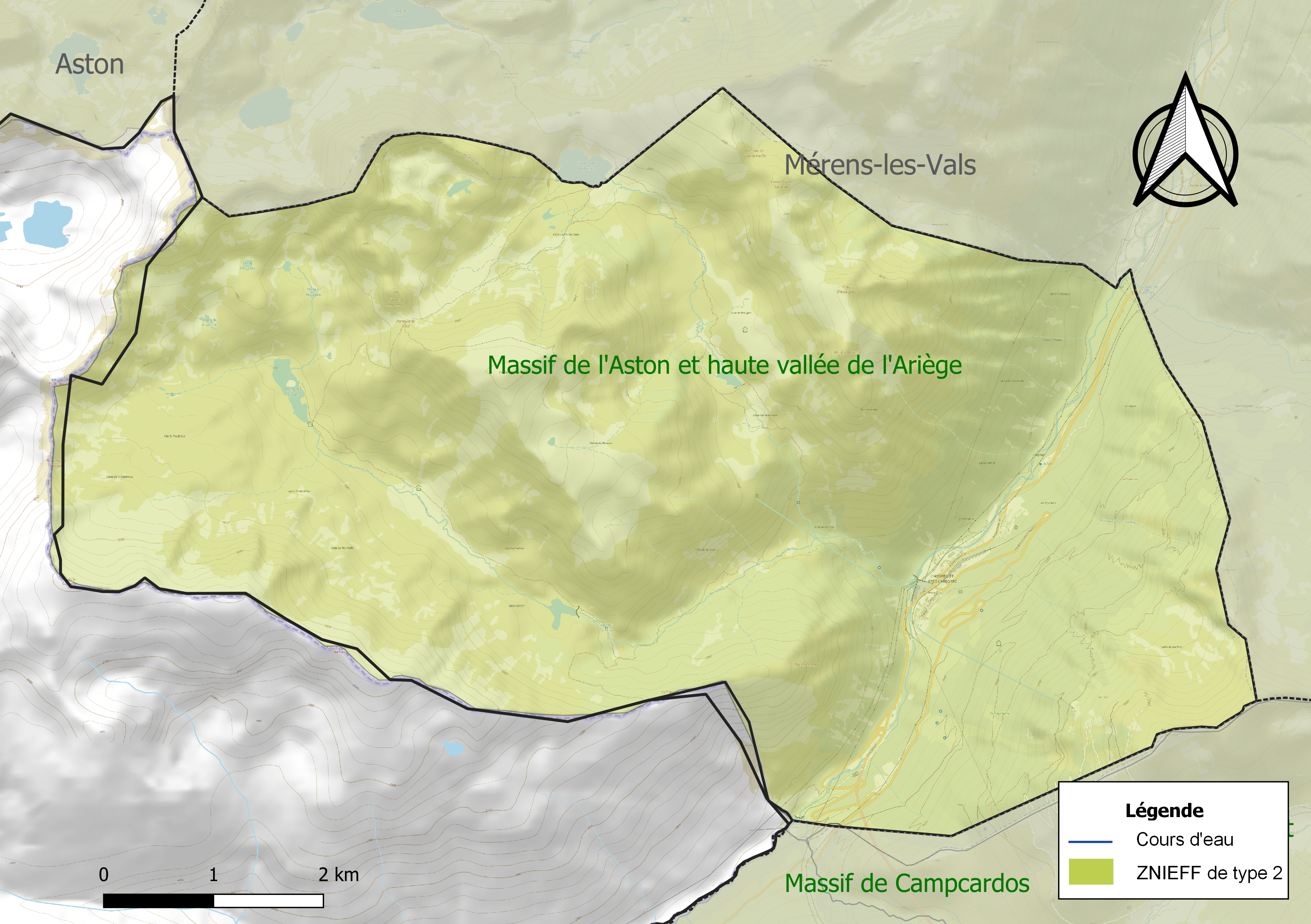
Carte de la ZNIEFF de type 2 sur la commune.

## Urbanisme

### Typologie
Au 1er janvier 2024, L'Hospitalet-près-l'Andorre est catégorisée commune rurale à habitat dispersé, selon la nouvelle grille communale de densité à 7 niveaux définie par l'Insee en 2022.
Elle est située hors unité urbaine et hors attraction des villes,.

### Occupation des sols

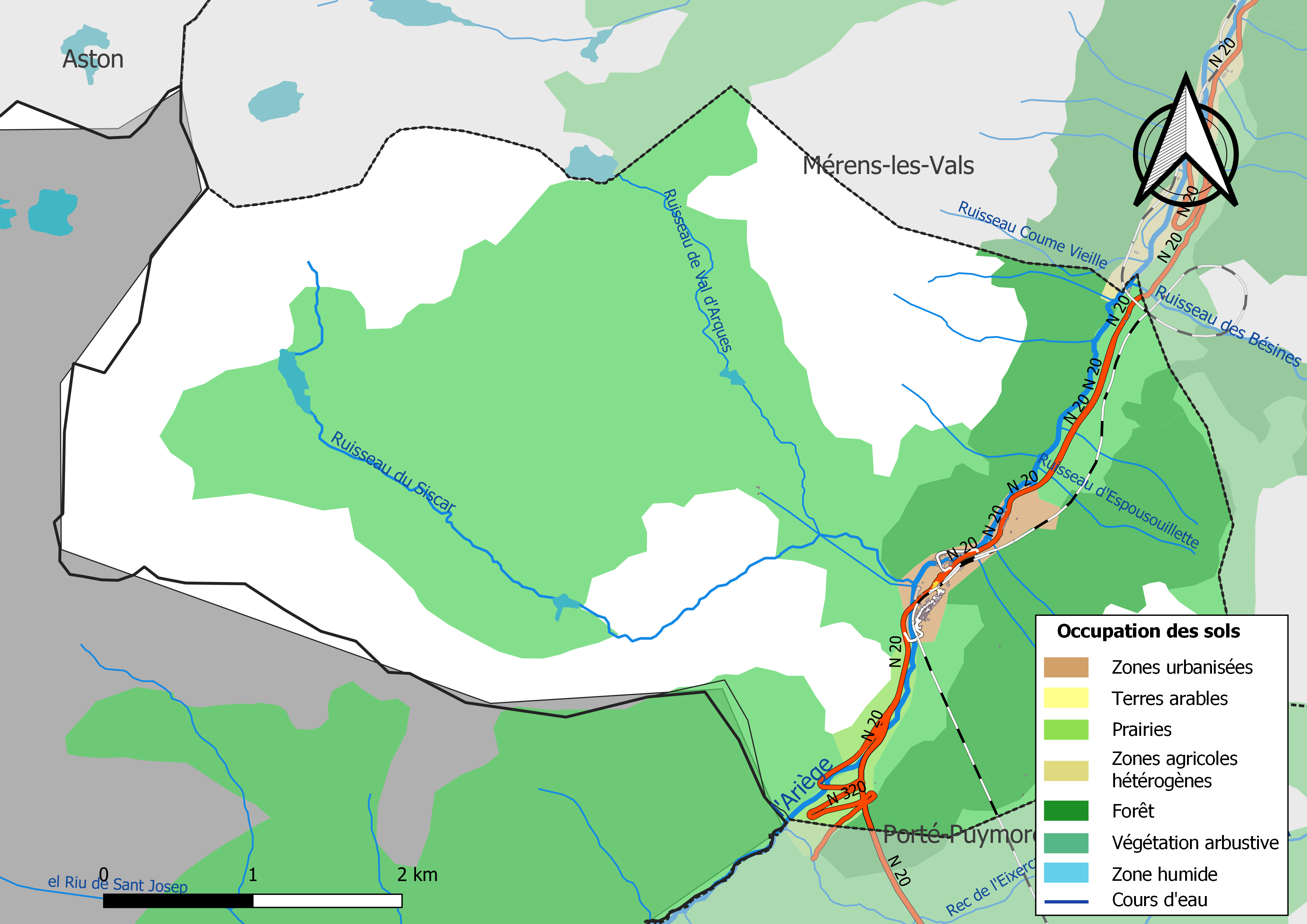
Carte des infrastructures et de l'occupation des sols de la commune en 2018 (CLC).

L'occupation des sols de la commune, telle qu'elle ressort de la base de données européenne d’occupation biophysique des sols Corine Land Cover (CLC), est marquée par l'importance des forêts et milieux semi-naturels (97,3 % en 2018), une proportion identique à celle de 1990 (97,3 %). La répartition détaillée en 2018 est la suivante : 
milieux à végétation arbustive et/ou herbacée (41,2 %), espaces ouverts, sans ou avec peu de végétation (41,2 %), forêts (14,9 %), zones urbanisées (1,3 %), prairies (1,3 %), zones agricoles hétérogènes (0,1 %). L'évolution de l’occupation des sols de la commune et de ses infrastructures peut être observée sur les différentes représentations cartographiques du territoire : la carte de Cassini (XVIIIe siècle), la carte d'état-major (1820-1866) et les cartes ou photos aériennes de l'IGN pour la période actuelle (1950 à aujourd'hui).

### Habitat et logement
En 2018, le nombre total de logements dans la commune était de 115, alors qu'il était de 114 en 2013 et de 108 en 2008.
Parmi ces logements, 38,3 % étaient des résidences principales, 33,9 % des résidences secondaires et 27,8 % des logements vacants. Ces logements étaient pour 50,4 % d'entre eux des maisons individuelles et pour 49,6 % des appartements.
Le tableau ci-dessous présente la typologie des logements à l'L'Hospitalet-près-l'Andorre en 2018 en comparaison avec celle de l'Ariège et de la France entière. Une caractéristique marquante du parc de logements est ainsi une proportion de résidences secondaires et logements occasionnels (33,9 %) supérieure à celle du département (24,6 %) et à celle de la France entière (9,7 %). Concernant le statut d'occupation de ces logements, 34,1 % des habitants de la commune sont propriétaires de leur logement (27,3 % en 2013), contre 66,3 % pour l'Ariège et 57,5 % pour la France entière.
| Typologie                                               | L'Hospitalet-près-l'Andorre | Ariège | France entière |
| ------------------------------------------------------- | --------------------------- | ------ | -------------- |
| Résidences principales (en %)                           | 38,3                        | 65,7   | 82,1           |
| Résidences secondaires et logements occasionnels (en %) | 33,9                        | 24,6   | 9,7            |
| Logements vacants (en %)                                | 27,8                        | 9,7    | 8,2            |

### Transports
La commune possède une gare, desservie par le train de nuit quotidien reliant Paris-Austerlitz à Latour-de-Carol. Le trajet dure environ 9 heures. Cette gare est reliée à Toulouse par six trains quotidiens (ligne de Portet-Saint-Simon à Puigcerda).

### Risques majeurs
Le territoire de la commune de l'Hospitalet-près-l'Andorre est vulnérable à différents aléas naturels : inondations, climatiques (grand froid ou canicule), feux de forêts, mouvements de terrains, avalanche  et séisme (sismicité moyenne). Il est également exposé à un risque technologique,  le transport de matières dangereuses, et à un risque particulier, le risque radon,.

#### Risques naturels

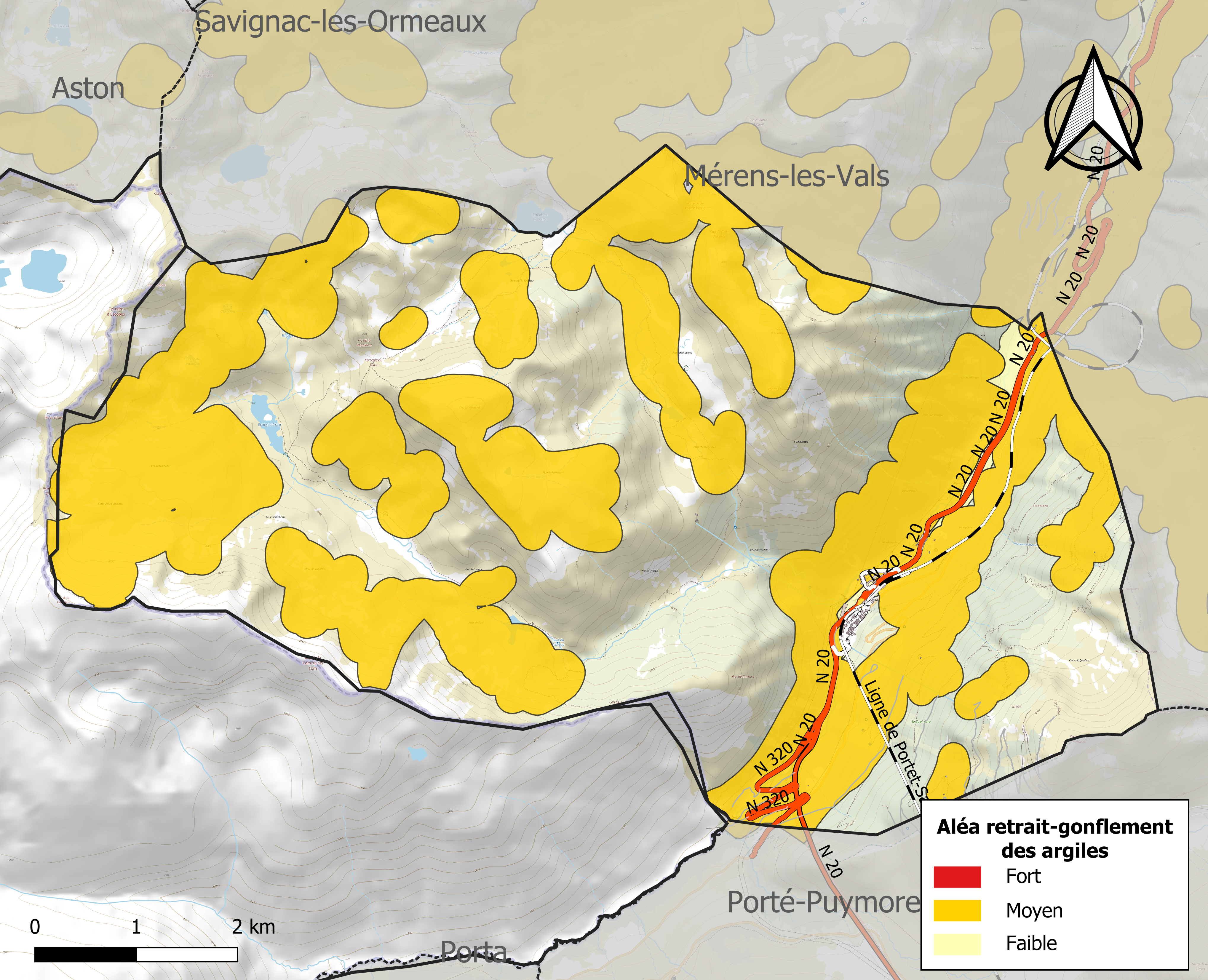
Zonage de l'aléa retrait-gonflement des argiles sur la commune de l'Hospitalet-près-l'Andorre.

Certaines parties du territoire communal sont susceptibles d’être affectées par le risque d’inondation par crue torrentielle d'un cours d'eau, l'Ariège, ou ruissellement d'un versant. L’épisode de crue le plus marquant dans le département reste sans doute celui de 1875. Parmi les inondations marquantes plus récentes concernant le cours d'eau de l'Ariège figurent la crue torrentielle de 1982 et les inondations de plaine de 1996 et de 2005 de la Basse vallée de l'Ariège.
Les mouvements de terrains susceptibles de se produire sur la commune sont soit des chutes de blocs, soit des glissements de terrains, soit des mouvements liés au retrait-gonflement des argiles. Près de 50 % de la superficie du département est concernée par l'aléa retrait-gonflement des argiles, dont la commune de l'Hospitalet-près-l'Andorre. L'inventaire national des cavités souterraines permet par ailleurs de localiser celles situées sur la commune.
La commune est exposée au risque d'avalanche lié à l’exposition d’habitations.
Ces risques naturels sont pris en compte dans l'aménagement du territoire de la commune par le biais d'un plan de prévention des risques (PPR) inondation, mouvement de terrain et avalanche approuvé le 29 mars 2013.

#### Risques technologiques
Le risque de transport de matières dangereuses par une infrastructure routière ou ferroviaire ou par une canalisation de transport de gaz concerne la commune. Un accident se produisant sur une telle infrastructure est en effet susceptible d’avoir des effets graves au bâti ou aux personnes jusqu’à 350 m, selon la nature du matériau transporté. Des dispositions d’urbanisme peuvent être préconisées en conséquence.

#### Risque particulier
Dans plusieurs parties du territoire national, le radon, accumulé dans certains logements ou autres locaux, peut constituer une source significative d’exposition de la population aux rayonnements ionisants. Toutes les communes du département sont concernées par le risque radon à un niveau plus ou moins élevé. Selon la classification de 2018, la commune de l'Hospitalet-près-l'Andorre est classée en zone 3, à savoir zone à potentiel radon significatif.

## Toponymie
L’Hospitalet, que l’on prononce en occitan l’Espitalet, variante de l’Houspitale, est un diminutif du celtique Hospitaly, maison de refuge (comme l’Hospitalet), aujourd’hui Hospice de France à Luchon, au pied du Port de Vénasque, et diverses autres localités pyrénéennes de même nom.
C’était d’abord une maison de refuge où venaient s’abriter et se réconforter les gens qui traversaient les ports et les cols de la chaîne pyrénéenne en temps de neige ou d’orage.

## Histoire

### Fondation du village
D’après la chronique de Vich, L’Hospitalet devrait sa fondation au chevalier Bertrand d’Enveight, neveu de Suzanne d’Enveight, douairière de Cerdagne, dont les limites du territoire arrivaient jusqu’à Saillens (commune de Mérens-les-Vals). Surpris en l’an 1003 avec son cheval, par une tourmente de neige sur le versant occidental du col de Puymorens, le Chevalier d’Enveight fit le vœu, s’il avait la vie sauve, de fonder un hôpital ou une maison refuge avec oratoire dédié à sainte Suzanne, patronne de sa tante. En même temps, il ouvrit de son épée le ventre de sa monture, en arracha les entrailles et se mit à leur place. Par ce moyen ingénieux, il se réchauffa, put attendre une éclaircie et retrouver son chemin.
Il tint promesse et l’on voit encore aujourd’hui l’oratoire qu’il fit construire près du pont appelé Sainte Suzanne. Cette sainte est devenue la patronne de l’Hospitalet. Sa fête est célébrée le 11 août. Le refuge de Sainte Suzanne fut tenu par les Hospitaliers de l’ordre de Saint-Jean de Jérusalem. À cette époque, la population de l’Hospitalet se composait de 7 à 8 religieux attachés au service de l’hôpital, assistés de quelques travailleurs volontaires (Donats) qui les aidaient à soigner les voyageurs et les pèlerins, à garder les troupeaux et à cultiver les terres. Tous vivaient très sobrement.
En 1791, époque de la formation du territoire des communes, l’Hospitalet fut un hameau de Mérens-les-Vals. Son premier maire fut Pierre Astrie. Jusque vers le milieu du XVIIe siècle, l’Hospitalet fut désigné sous le nom d’Hospital de Sainte Suzanne, en souvenir de sa fondation. Après la peste de 1631 et d’après les registres de l’état civil de Mérens-les-Vals, il apparaît que le village possède une église, sous le vocable de Sainte Suzanne, et un cimetière distinct de celui de Mérens. La cloche de l’église, qui datait du XVIIe siècle, fut refondue en 1843. Son poids est de 164 kg et sa note mi-bémol.

### XIX et XXesiècles

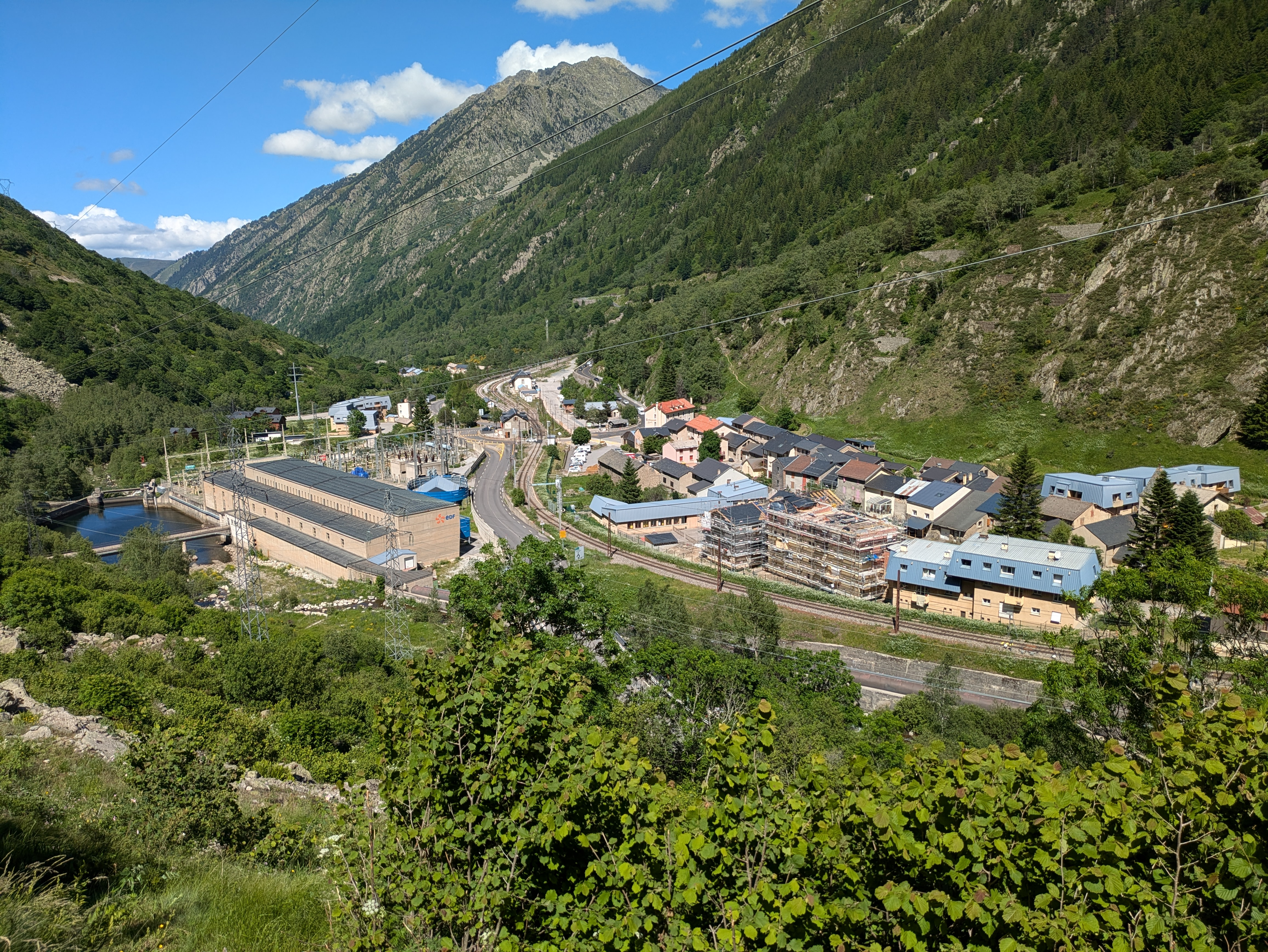
La centrale hydroélectrique (à gauche) de L'Hospitalet-près-de-l'Andorre.

Village proche de la frontière, L’Hospitalet connut les invasions des Espagnols en avril 1793 (où ils sont repoussés par les Gardes nationaux et les troupes du général Marbot), en 1811 et 1812 où ils « descendirent » dans la région d’Ax et même jusqu’aux portes de Tarascon.
Les mines de fer du Puymorens servant aux forges de la vallée de l’Ariège en font, aussi, un passage obligé et un relais conforme à sa vocation. En 1865, la RN 20 s’arrêtait à Mérens. Ce n’est qu’à la fin du XIXe siècle que les diligences ont franchi le col du Puymorens.
Des avalanches sont restées dans les mémoires : celle du 4 janvier 1895, celles des 16 et 25 décembre 1906… Sa position transfrontalière et sa topographie feront de l’Hospitalet un carrefour : un bureau de Postes est ouvert le 1er octobre 1898. L’arrivée du chemin de fer avec son prolongement jusqu’à Ripoll permet l’inauguration du percement du tunnel du chemin de fer, le 20 octobre 1908, en présence de Théophile Delcassé, ancien ministre. Une usine hydroélectrique y est installée ainsi qu’un poste de douanes.
En 1896, L’Hospitalet comporte 28 maisons pour 34 ménages et 139 habitants.
La route d’Andorre par le Pas de la Case à partir de la route du col de Puymorens date de 1933.
Le tunnel du Puymorens, ouvert en 1994, est situé à la limite des départements de l’Ariège et des Pyrénées-Orientales, et met en communication la vallée de l’Ariège d’une part et la Cerdagne et le Capcir d’autre part. Cet ouvrage permet d’éviter le franchissement du col du Puymorens qui pose un problème en période hivernale.
Le dénivelé entre la tête du tunnel la plus haute et le col est de 345 m et la longueur de l’ouvrage de 4,8 km sur deux voies de 6,50 m de largeur. Il suit sensiblement le tracé du tunnel ferroviaire. Il démarre du lieu-dit Pont de Cerda et aboutit en dessous du village de Porté-Puymorens, situé dans les Pyrénées-Orientales.

## Politique et administration

### Découpage territorial
La commune de l'Hospitalet-près-l'Andorre est membre de la communauté de communes de la Haute Ariège, un établissement public de coopération intercommunale (EPCI) à fiscalité propre créé le 27 septembre 2016 dont le siège est à Luzenac. Ce dernier est par ailleurs membre d'autres groupements intercommunaux.
Sur le plan administratif, elle est rattachée à l'arrondissement de Foix, au département de l'Ariège, en tant que circonscription administrative de l'État, et à la région Occitanie.
Sur le plan électoral, elle dépend du canton de Haute-Ariège pour l'élection des conseillers départementaux, depuis le redécoupage cantonal de 2014 entré en vigueur en 2015, et de la première circonscription de l'Ariège  pour les élections législatives, depuis le redécoupage électoral de 1986.

### Liste des maires
| Période                                  | Période  | Identité      | Étiquette      | Qualité         |
| ---------------------------------------- | -------- | ------------- | -------------- | --------------- |
| mars 2001                                | 2008     | Roger Barthez |                |                 |
| mars 2008                                | En cours | Arnaud Diaz   | proche de LREM | Cadre supérieur |
| Les données manquantes sont à compléter. |          |               |                |                 |

## Démographie
| 1793 | 1800 | 1806 | 1821 | 1831 | 1836 | 1841 | 1846 | 1851 |
| ---- | ---- | ---- | ---- | ---- | ---- | ---- | ---- | ---- |
| 152  | 136  | 155  | 148  | 145  | 132  | 108  | 134  | 131  |

| 1856 | 1861 | 1866 | 1872 | 1876 | 1881 | 1886 | 1891 | 1896 |
| ---- | ---- | ---- | ---- | ---- | ---- | ---- | ---- | ---- |
| 131  | 138  | 143  | 140  | 141  | 127  | 140  | 147  | 139  |

| 1901 | 1906 | 1911 | 1921 | 1926 | 1931 | 1936 | 1946 | 1954 |
| ---- | ---- | ---- | ---- | ---- | ---- | ---- | ---- | ---- |
| 148  | 136  | 193  | 125  | 80   | 125  | 117  | 122  | 133  |

| 1962 | 1968 | 1975 | 1982 | 1990 | 1999 | 2006 | 2008 | 2013 |
| ---- | ---- | ---- | ---- | ---- | ---- | ---- | ---- | ---- |
| 193  | 161  | 186  | 171  | 146  | 166  | 107  | 89   | 90   |

| 2018 | 2022 | - | - | - | - | - | - | - |
| ---- | ---- | - | - | - | - | - | - | - |
| 100  | 95   | - | - | - | - | - | - | - |

## Économie

### Emploi
| Division       | 2008  | 2013   | 2018   |
| -------------- | ----- | ------ | ------ |
| Commune        | 3,2 % | 8,6 %  | 21,1 % |
| Département    | 8,9 % | 11,1 % | 11,2 % |
| France entière | 8,3 % | 10 %   | 10 %   |

En 2018, la population âgée de 15 à 64 ans s'élève à 57 personnes, parmi lesquelles on compte 73,7 % d'actifs (52,6 % ayant un emploi et 21,1 % de chômeurs) et 26,3 % d'inactifs,. En  2018, le taux de chômage communal (au sens du recensement) des 15-64 ans est supérieur à celui du département et de la France, alors qu'en 2008 la situation était inverse.
La commune est hors attraction des villes,. Elle compte 42 emplois en 2018, contre 60 en 2013 et 72 en 2008. Le nombre d'actifs ayant un emploi résidant dans la commune est de 30, soit un indicateur de concentration d'emploi de 141,1 % et un taux d'activité parmi les 15 ans ou plus de 59,2 %.
Sur ces 30 actifs de 15 ans ou plus ayant un emploi, 19 travaillent dans la commune, soit 63 % des habitants. Pour se rendre au travail, 53,3 % des habitants utilisent un véhicule personnel ou de fonction à quatre roues, 3,3 % les transports en commun, 33,3 % s'y rendent en deux-roues, à vélo ou à pied et 10 % n'ont pas besoin de transport (travail au domicile).

### Activités hors agriculture
24 établissements sont implantés  à l'Hospitalet-près-l'Andorre au 31 décembre 2019. Le tableau ci-dessous en détaille le nombre par secteur d'activité et compare les ratios avec ceux du département,.
Le secteur du commerce de gros et de détail, des transports, de l'hébergement et de la restauration est prépondérant sur la commune puisqu'il représente 54,2 % du nombre total d'établissements de la commune (13 sur les 24 entreprises implantées  à l'L'Hospitalet-près-l'Andorre), contre 27,5 % au niveau départemental.
Aucune exploitation agricole ayant son siège dans la commune n'est recensée lors du recensement agricole de 2010 (aucune  en 1988).

## Culture locale et patrimoine

### Lieux et monuments
- Gare d'Andorre - L'Hospitalet
- Église Sainte-Suzanne.
- Cirque du Sisca avec en aval l'étang du Siscar, le barrage du Sisca et le saut du Taureau.
- Tunnel hélicoïdal de Saillens, cet ouvrage d'art ferroviaire débute sa boucle ascensionnelle en limite nord de commune pour l'effectuer sous le territoire de Mérens-les-Vals. Peu après, la ligne de Portet-Saint-Simon à Puigcerda (frontière) franchit le tunnel de la Barthe Espesso long de 1 226 m avant d'arriver en gare.

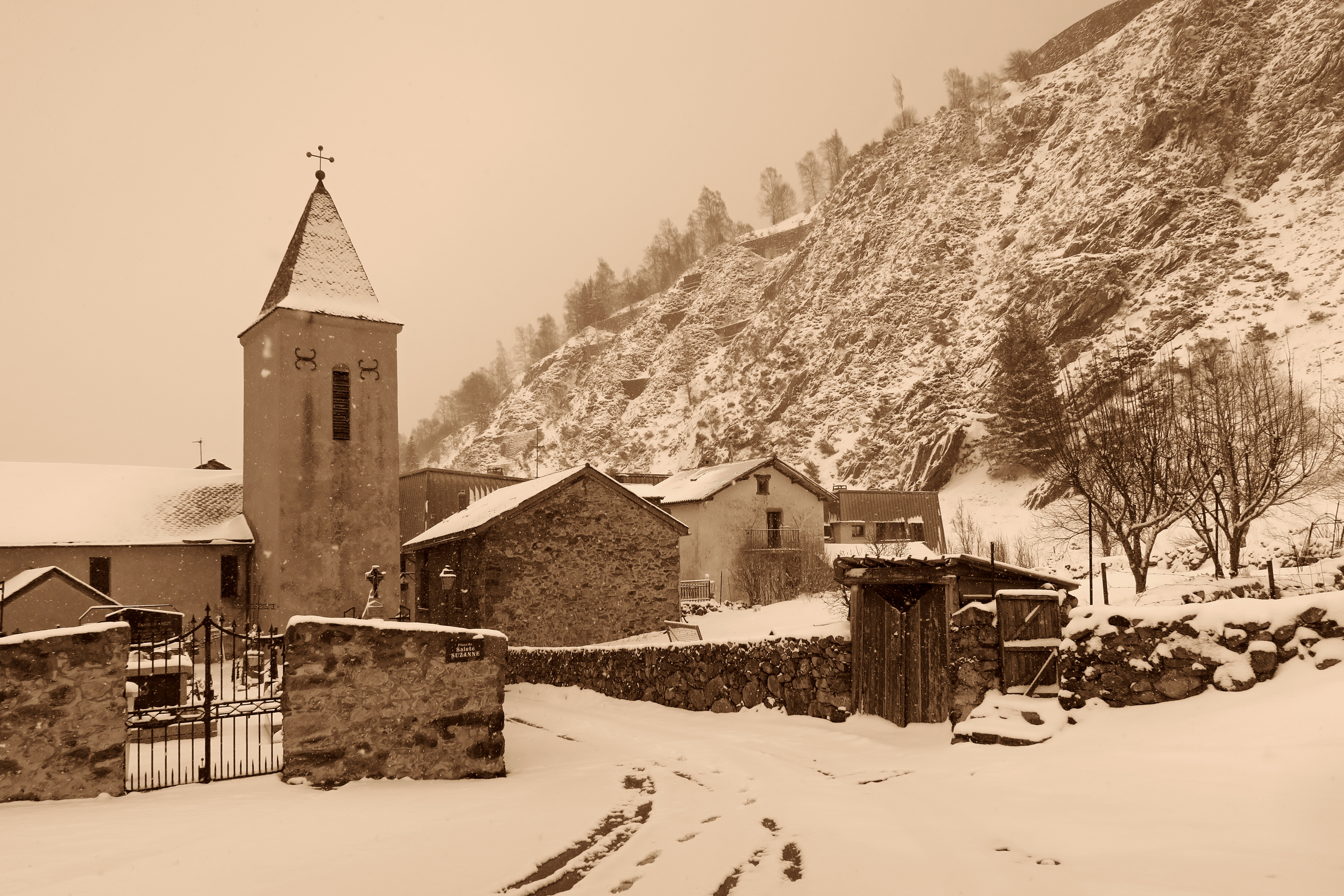
Place Sainte-Suzanne avec le cimetière et l'église
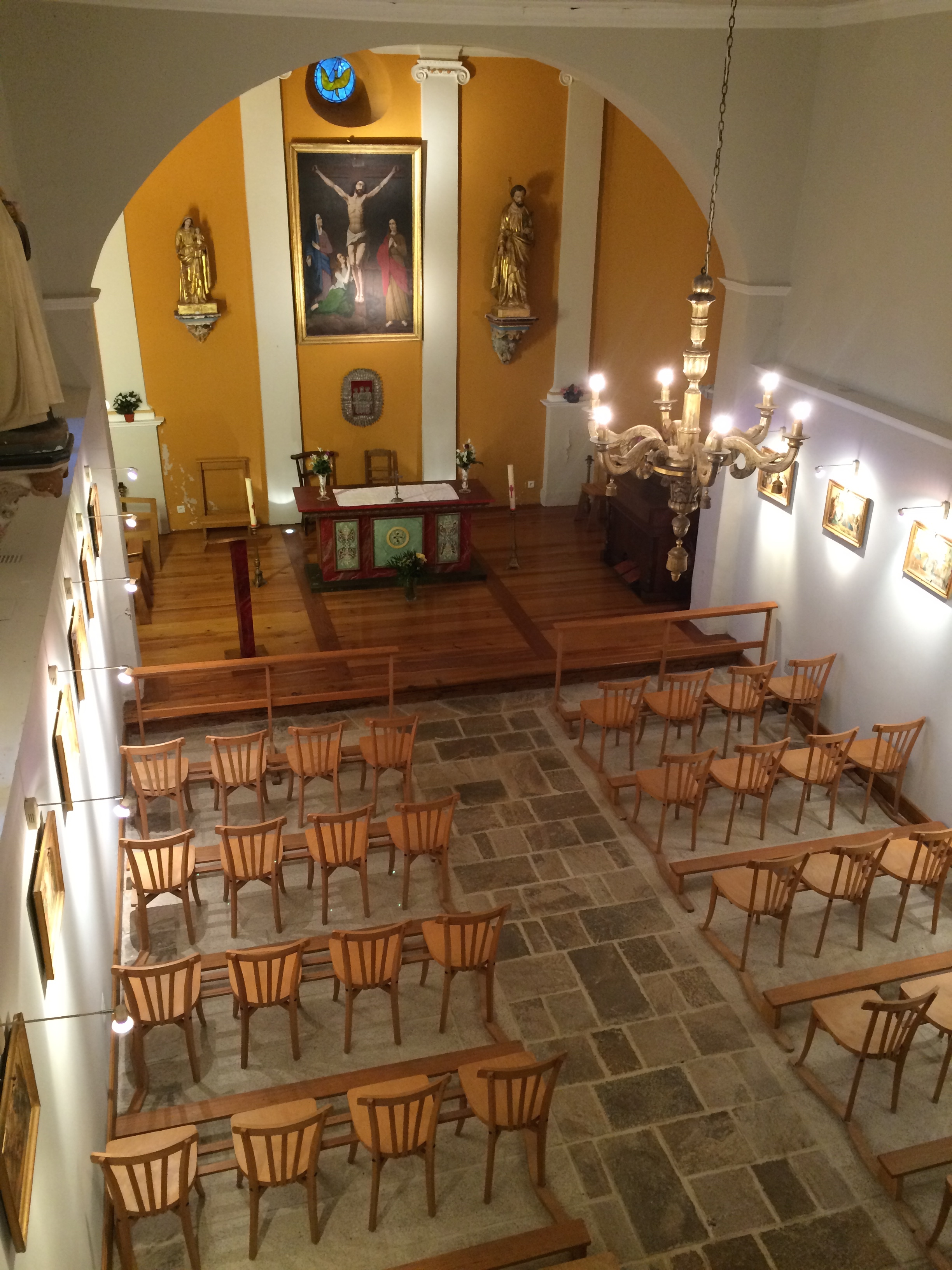
L'intérieur de l'église Sainte-Suzanne
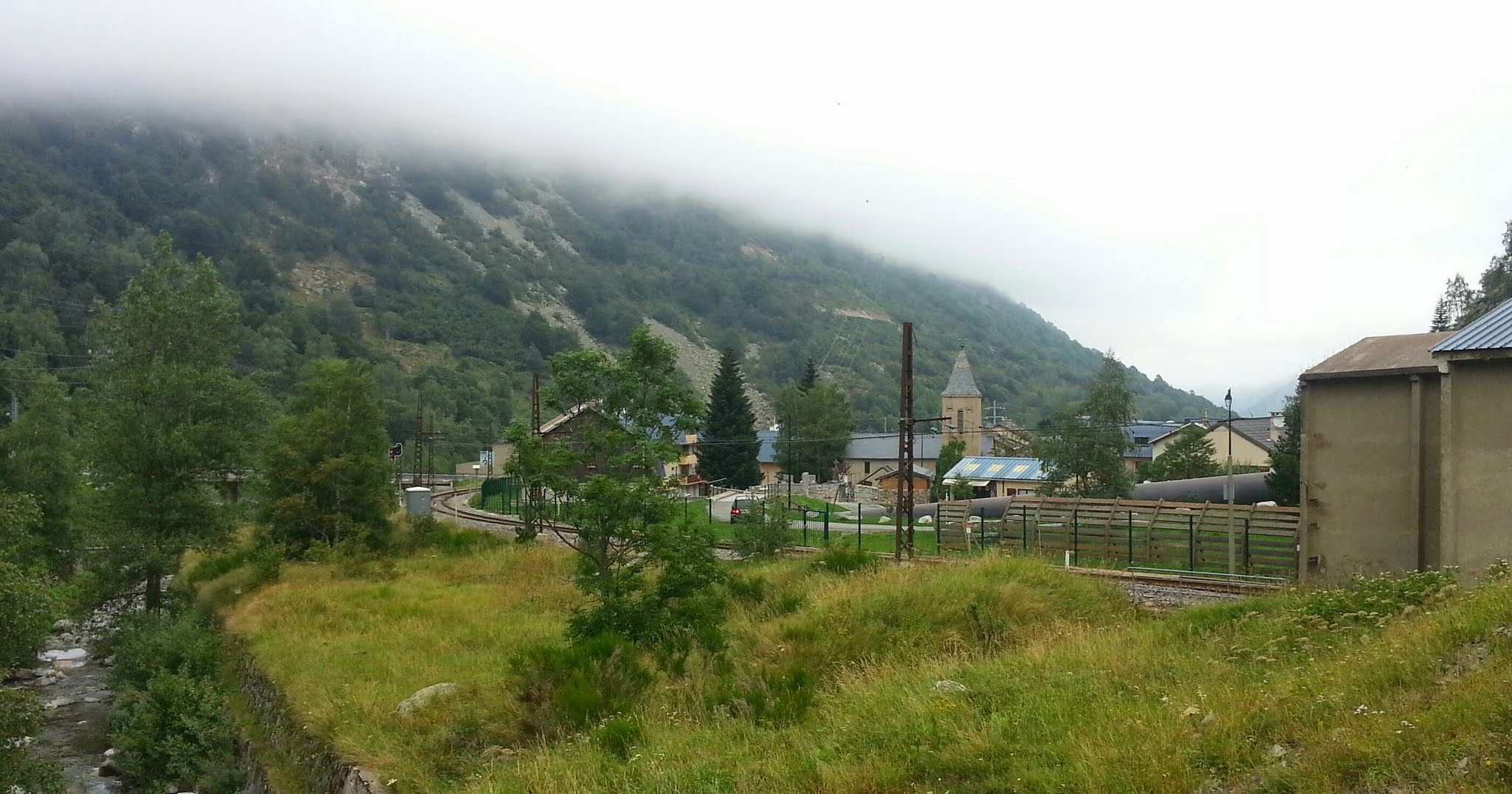
Vue de l'Hospitalet-près-l'Andorre avec l'église, petit village de 80 habitants dans une vallée très encaissée, coincé entre une voie ferrée, la rivière Ariège, une route très passante, et une centrale hydraulique.
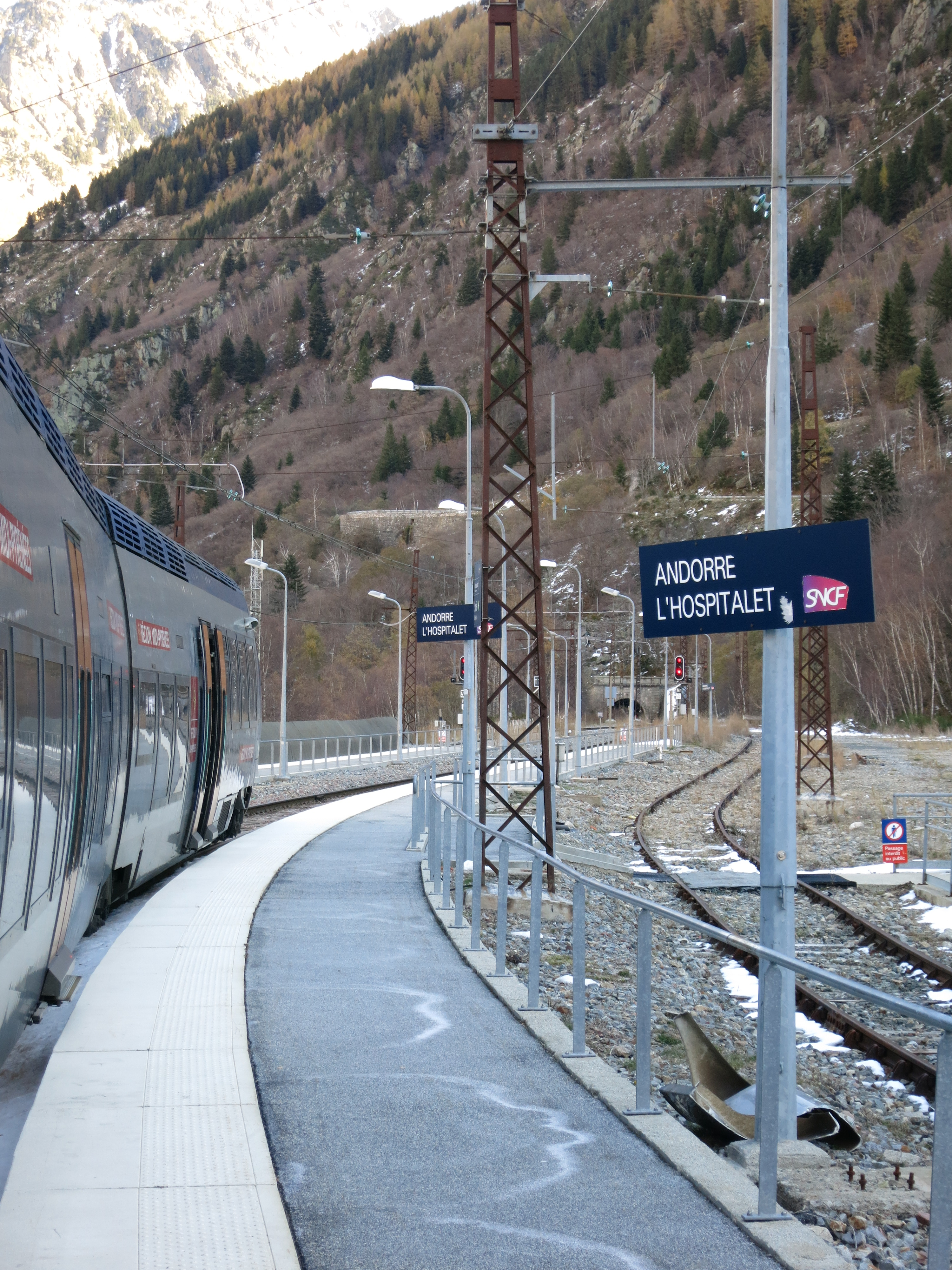
Rame TER à quai en gare de l'Hospitalet
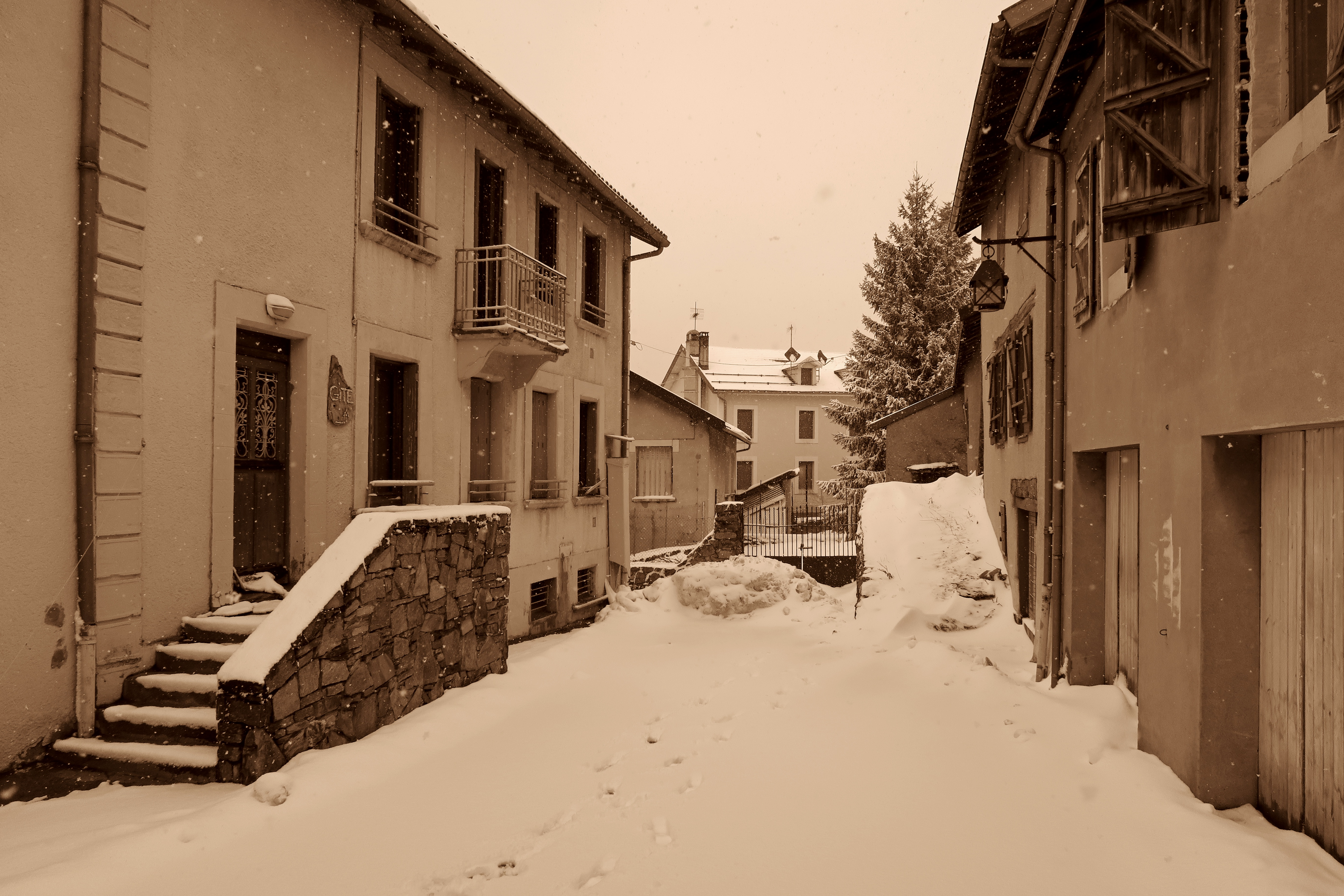
Chemin du Rey enneigé
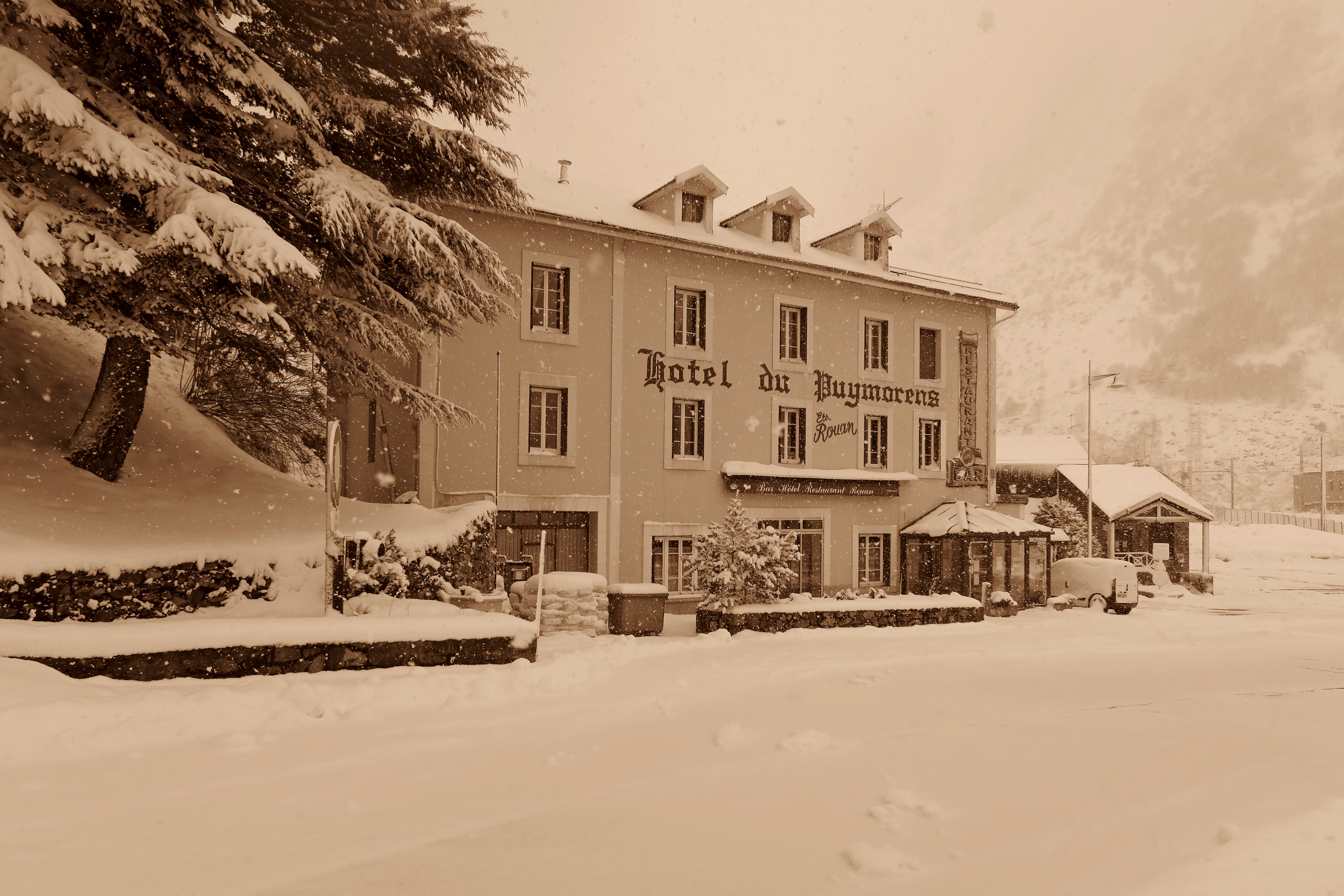
Hôtel du Puymorens
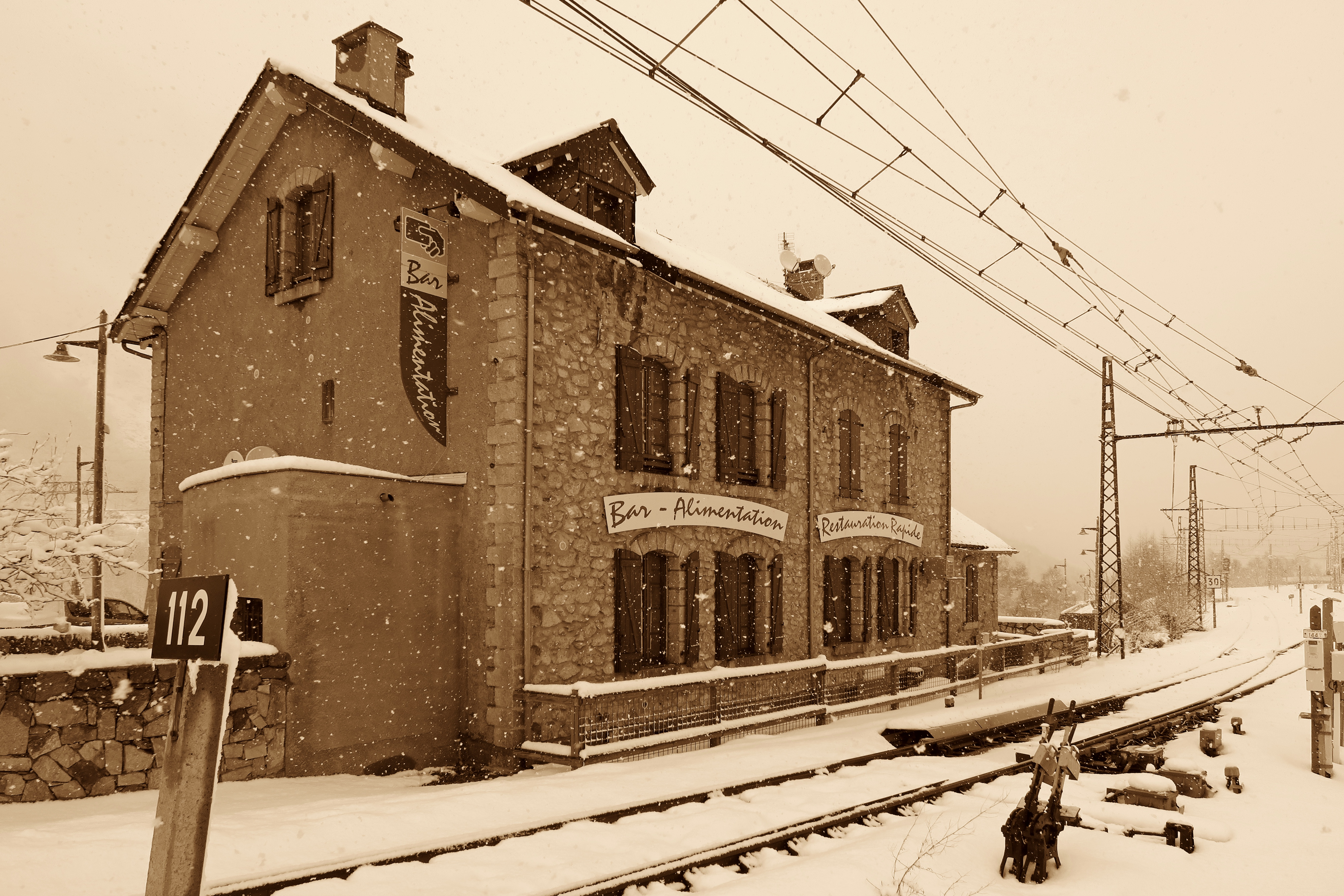
"Snack-bar-épicerie" du village.
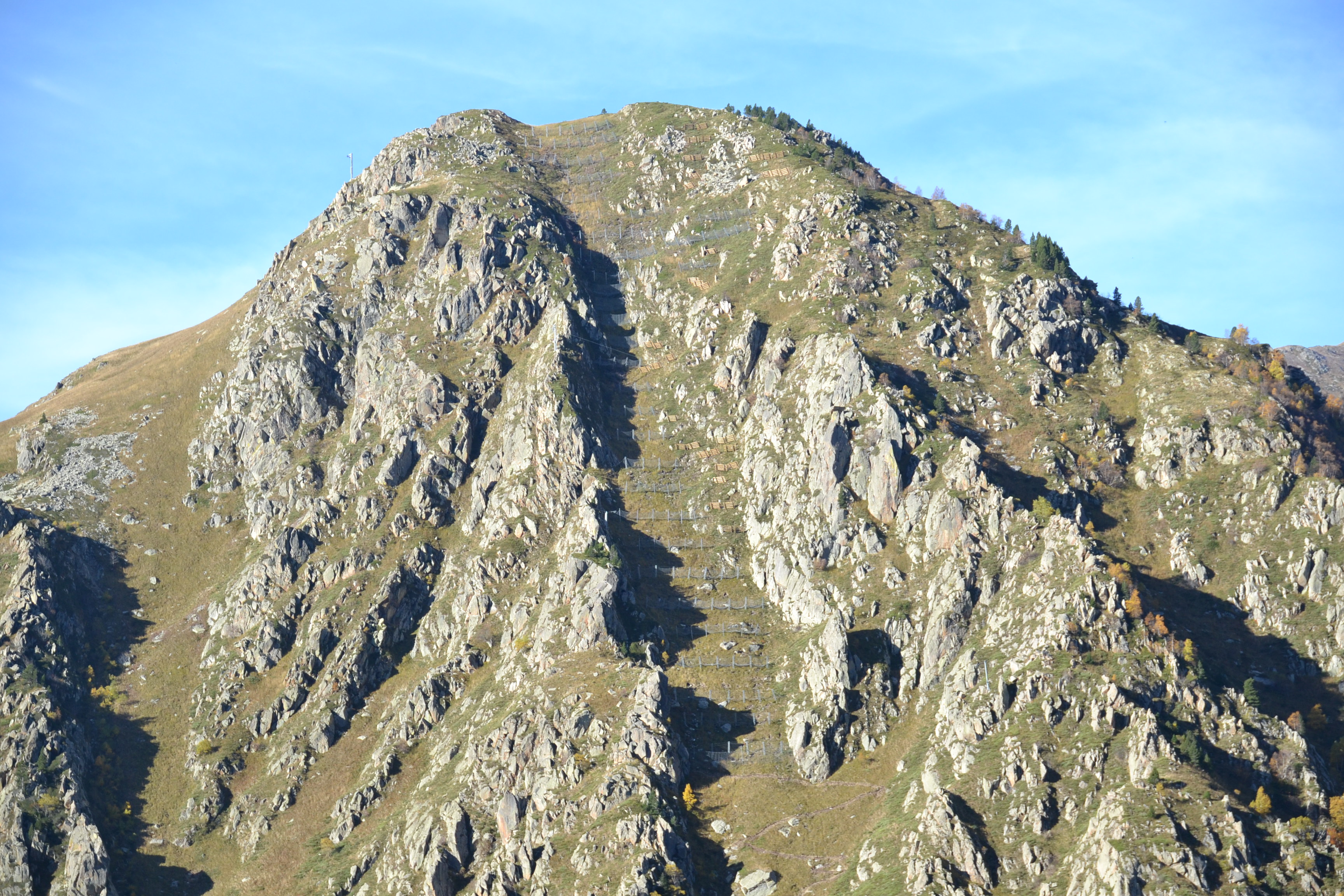
Le Roc de Carroux (2 025 m), au-dessus de L'Hospitalet-près-l'Andorre
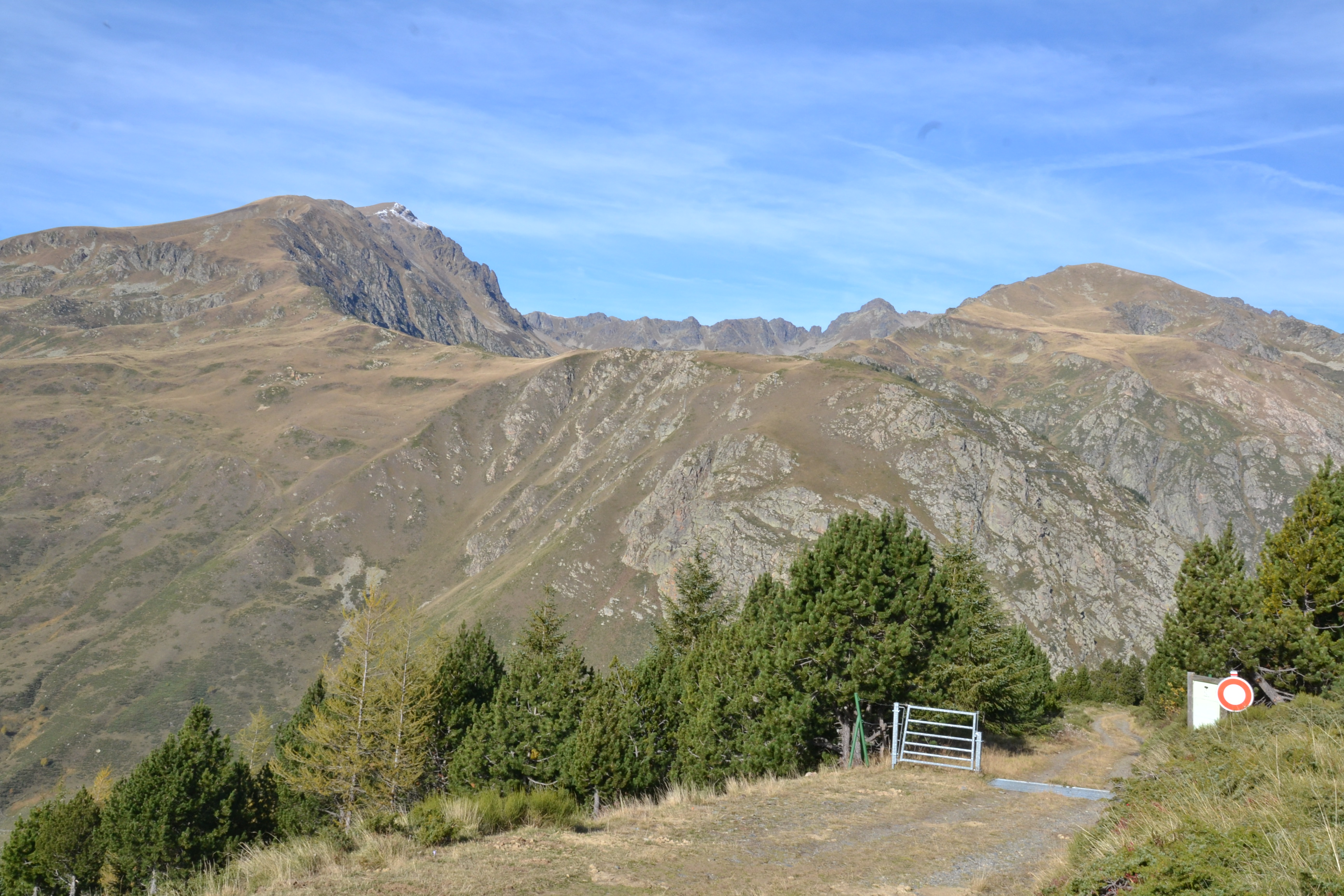
Massif du Pic d'Escobes / Nérassol (Ariège, France), depuis le secteur de l'Eixerca (L'Hospitalet-près-l'Andorre / Porté-Puymorens).
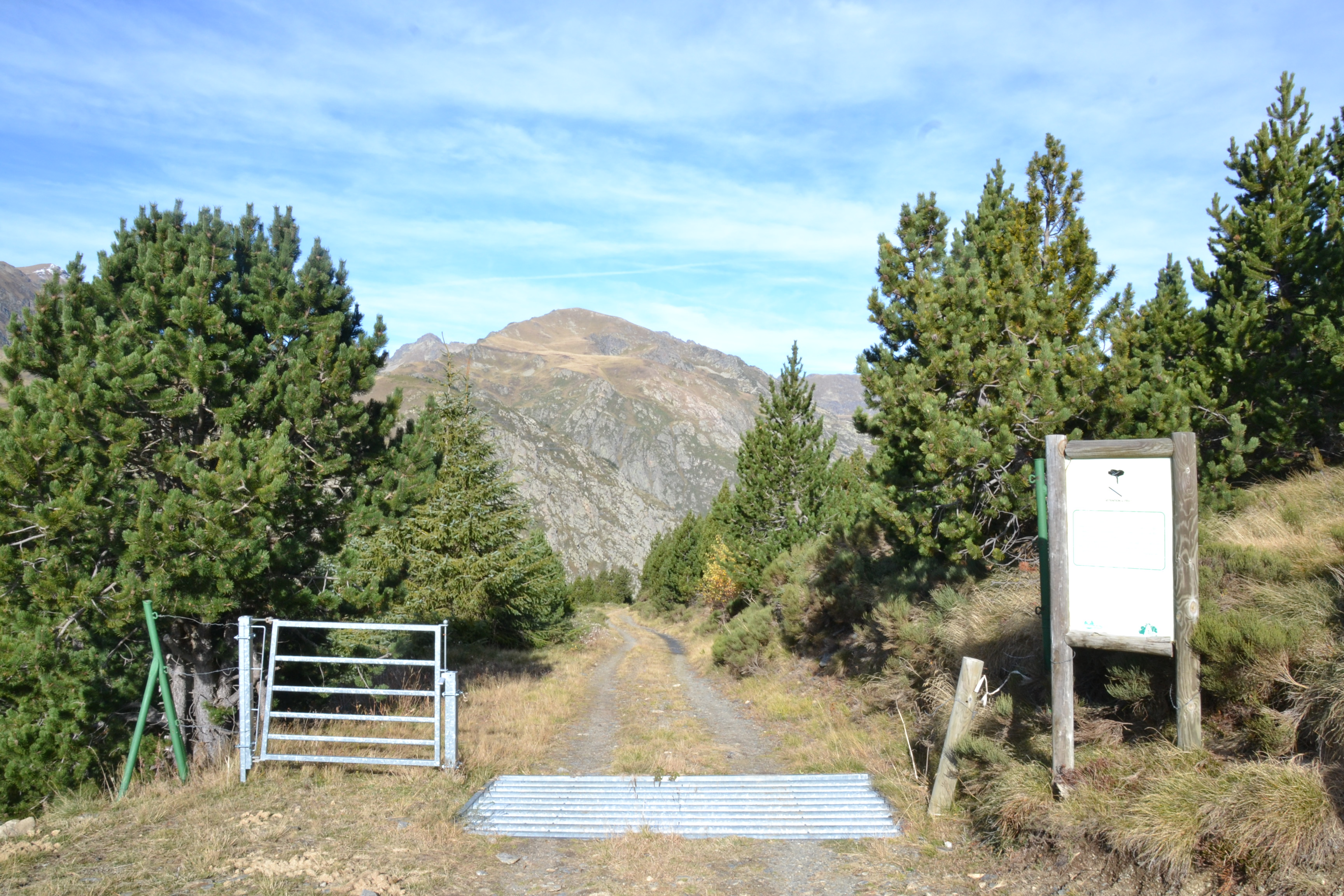
Entrée de la forêt domaniale de L'Hospitalet-près-l'Andorre

## Pour approfondir